# 席林堡
席林堡（波斯語：قصر شيرين，Qaṣr-e Shīrīn）是伊朗的城市，位於該國西部，由克爾曼沙汗省負責管轄，距離首府克爾曼沙赫135公里，毗鄰與伊拉克接壤的邊境，始建於公元七世紀。海拔高度333米，2006年人口15437人，2016年人口18473人。位于阿尔万德河河畔。是链接巴格达与伊朗之间的贸易路线中的一个重要中转站。

## 历史

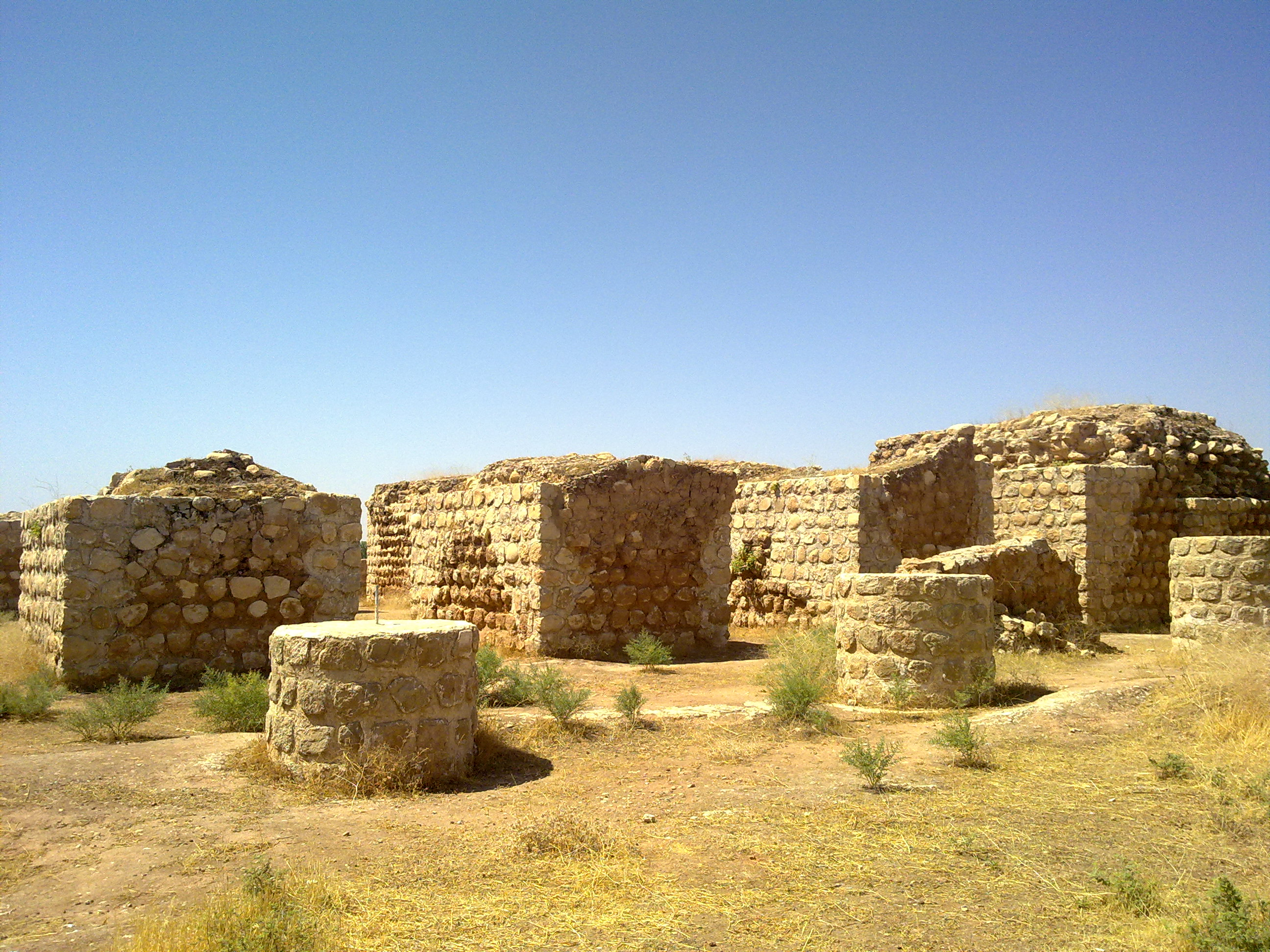
霍斯劳二世城堡遗址，2014年摄

该城历史悠久，原本为萨珊帝国霍斯劳二世在公元七世纪初为其王后席琳所建的宫殿。
1639年，萨法维王朝与奥斯曼帝国在此签订了《席琳堡条约》。
在第一次世界大战期间，德国扶植的“临时政府”（即“X委员会”（Komitee X））在克尔曼沙省成立，首都一开始设在克尔曼沙，但随着俄军的不断推进，该“流亡政府”的所在地与德国大使馆一起迁往了希林堡。

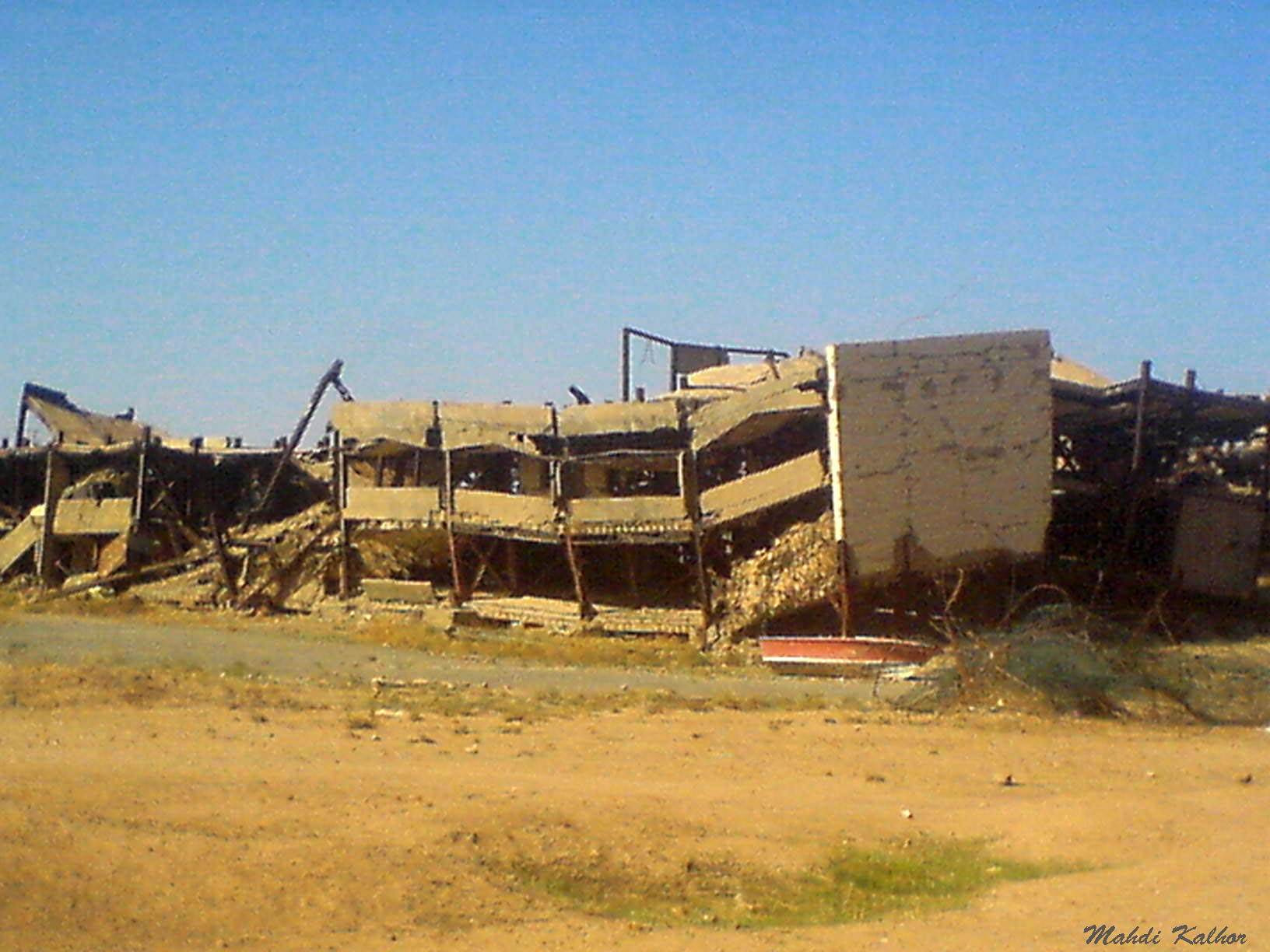
两伊战争期间席琳堡的苏散医院，为伊拉克军队所炸毁

在两伊战争期间，席林堡于1980年9月26日被伊拉克军队占领，是首个为伊拉克军队占领的伊朗城市。伊拉克军队入城时，对该城造成了很大的损毁，包括许多历史遗迹也遭到破坏。

## 外部連結
- Kirmashan.com[永久]
- Kurdistanica.com[永久]
- （页面存档备份，存于）
- （页面存档备份，存于）